# Mike Bennett (wrestler)
Michael Bennett (Carver, 16 maggio 1985) è un wrestler statunitense, sotto contratto con la Ring of Honor.

## Carriera

### Gli esordi (2002–2005)
Bennett fa il suo debutto nel wrestling nel 2002, apparendo nella East Coast Wrestling Association, perdendo contro Big Benny. Il 3 ottobre 2004, nella New England Wrestling Association, Bennett prende parte ad una Battle Royal per decretare i due sfidanti al vacante NEWA Heavyweight Championship. Bennett e Brian Rogers furono i due uomini rimasti e, la stessa sera, Bennett sconfisse Rogers conquistando il suo primo titolo, il NEWA Heavyweight Championship.

### Circuito indipendente (2005–2010)

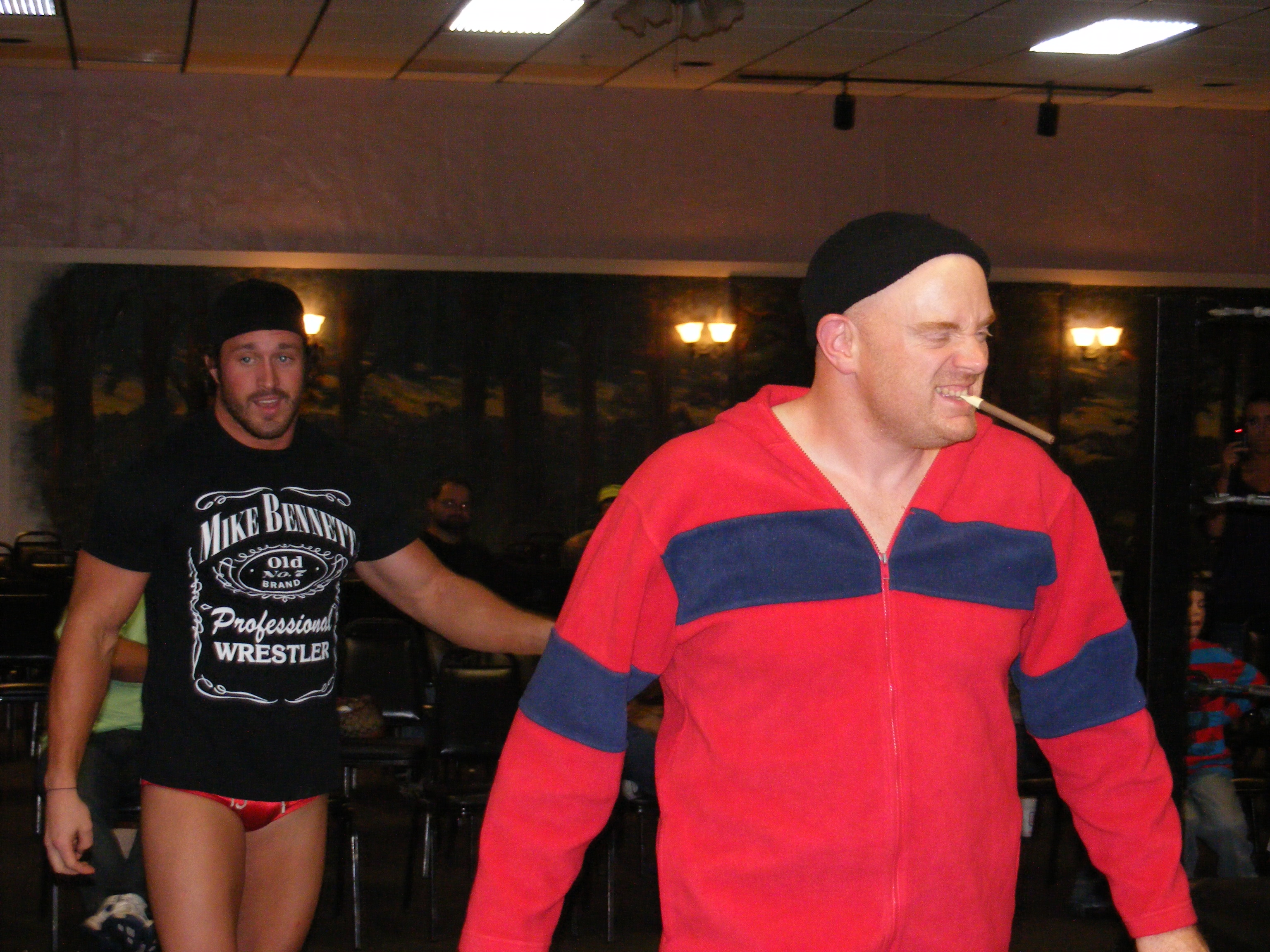
Mike Bennett (a sinistra) insieme a Bob Evans nel 2010

Bennett lotta anche nella Eastern Pro Wrestling. Il 27 aprile 2007, perde contro Derek Destiny e successivamente, contro Nick Westgate. Il giorno dopo, accompagnato da Gia Savitz, sconfigge Thom Kane. Il 16 gennaio 2010, prova a conquistare l'EPW Television Championship, ma il campione Nick Westgate lo sconfigge. Il 5 marzo, diventa primo sfidante all'EPW Heavyweight Championship, ma non riuscirà a vincerlo.
Bennett e il suo compagno Bryce Andrews appaiono il 9 aprile 2007 a Heat, perdendo contro JTG e Shad Gaspard. I due non firmeranno un contratto, anche se Andrews tornerà in WWE nel 2012 per un breve periodo sotto il nome di Chase Donovan ad NXT. Appare in singolo anche il 6 ottobre 2009 a Impact Wrestling, perdendo contro Kip James.
Nella Northeast Wrestling combatte contro Matt Hardy, non riuscendo a vincere il match. Nella Squared Circle Wrestling, sconfigge Matt Taven, salvo perdere nello show di dicembre contro lo stesso Taven.
Il 14 settembre 2012, Bennett fa il suo debutto per la Chikara, partecipando insieme agli Young Bucks al King of Trios Tournament come il Team ROH, sconfiggendo i Faces of Pain al primo turno (The Barbarian, Meng e The Warlord) al promo turno. Poi sconfiggendo Jerry Lynn, Tommy Dreamer e 2 Cold Scorpio, avanzano alle semifinali, sconfiggendo Dash Chisako, Meiko Satomura e Sendai Sachiko. Nella finale, tuttavia, il Team ROH viene sconfitto da Frightmare, Hallowicked e UltraMantis Black, quando Bennett cede alla mossa di sottomissione di Hallowicked.

### Ring of Honor (2010–2015)

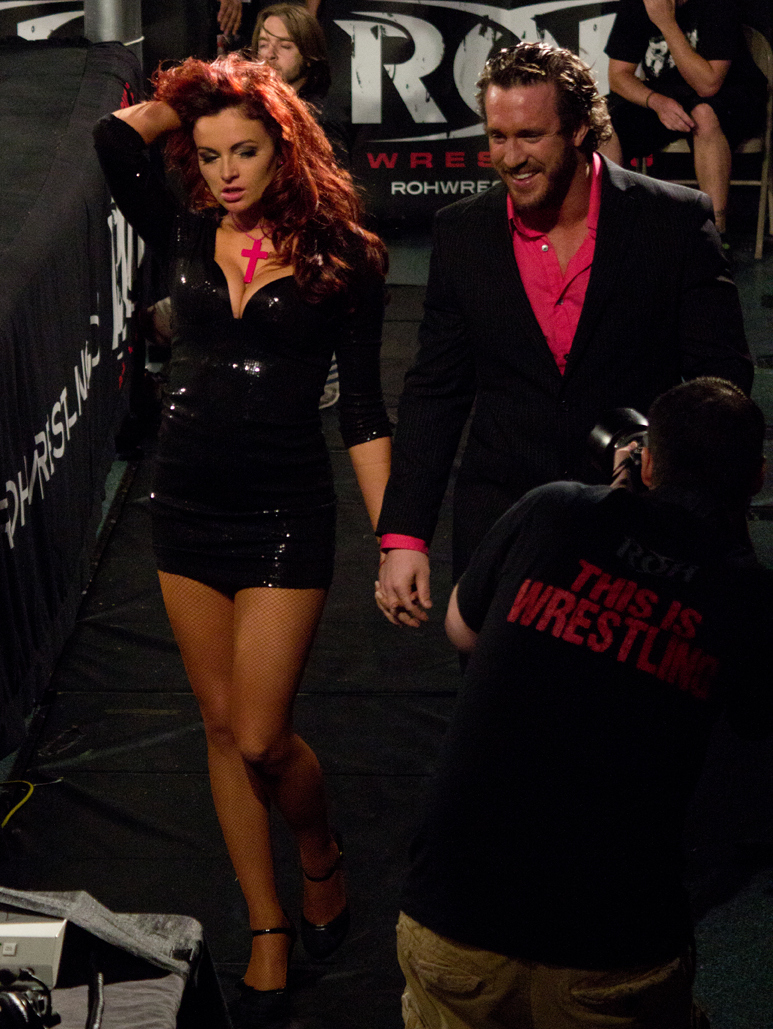
Mike Bennett insieme a Maria Kanellis nel 2012

Bennett fa il suo debutto per la Ring of Honor nel 2008, perdendo il suo primo match contro Daniel Puder l'11 gennaio. Tre mesi dopo, fa la sua seconda apparizione, perdendo contro Jason Blade. Bennett firma un contratto con la promotion nell'agosto 2010. Perde contro Roderick Strong il 10 settembre, ma, sconfiggendo Colt Cabana, guadagna la sua prima vittoria. Il 6 dicembre 2010, Bennett debutta in televisione, avendo come manager "Brutal" Bob Evans, guardando il match valido per il Television Championship fra Christopher Daniels e Eddie Edwards. Sconfiggendo Nick Dinsmore il 10 gennaio, debutta sul ring in televisione. Durante febbraio e marzo 2011, Bennett partecipa al "Top Prospect Tournament", sconfiggendo Adam Cole al primo round, Andy Ridge al secondo e Kyle O'Reilly in finale. Mentre riceveva i complimenti da parte di Steve Corino, Bennett attacca quest'ultimo, scaturendo una rivalità fra i due. Bennett vince un Fatal 4-Way contro Corino, Grizzly Redwood e Kyle O'Reilly durante lo show per il nono anniversario della nascita della federazione. Avendo vinto il "Top of Prospect Tournament", Bennett si guadagna un match valido per il ROH World Television Championship, ma perde a causa dell'interferenza di Corino. Si affrontano poi per ben due volte, a Manhattan Mayhem IV e a Revolution: Canada, con due vittorie per Bennett.
Bennett riceve un altro match titolato per il titolo televisivo contro Jay Lethal il 1º ottobre, ma il match finisce oltre il tempo massimo di 15 minuti, in un No Contest. Inizia poi a proclamarsi il vero campione televisivo, andando di nuovo all'assalto del titolo a Final Resolution, accompagnato dalla sua ragazza Maria Kanellis, in un Triple Treath Match Elimination contro Lethal e El Generico, nel quale Bennett, pur essendo l'ultimo eliminato, perde, con Lethal che mantiene il titolo. Il 7 gennaio, ha un altro match valido per il titolo ma è ancora Lethal a spuntarla. Bennett, una volta persa la rivalità con Lethal, ne inizia un'altra con Lance Storm, sfidandolo a Showdown in the Sun e battendolo, perdendo però a Border Wars contro il canadese. Il 29 giugno, durante i tapings ROH, Bennett batte Storm, vincendo la faida.
Il 21 giugno, Bennett fa coppia con Brutal Bob, sconfiggendo Adam Cole ed Eddie Edwards. Dopo il match, Bennett, Bob e Maria Kanellis attaccano i due avversari, ma in loro aiuto giunge la rientrante Sara Del Rey. A Boiling Point, l'11 agosto, Bennett e Kanellis vengono sconfitti da Edwards e Del Rey in un match a coppie miste. Il 16 dicembre, a Final Battle, Bennett sconfigge Jerry Lynn, nel suo ultimo match nella ROH.

### WWE (2017–2020)

#### Varie faide (2017–2018)
Mike Bennett ha fatto il suo esordio nella WWE il 18 giugno 2017, al pay-per-view Money in the Bank, insieme a sua moglie Maria Kanellis. In seguito è stato reso noto che i due erano entrati a far parte del roster di SmackDown. Bennett, che nel frattempo aveva cambiato il suo ring-name in Mike Kanellis, ha combattuto il suo primo match in WWE il 18 luglio, sconfiggendo Sami Zayn grazie all'intervento scorretto di Maria. Il 23 luglio, a Battleground, è stato sconfitto dallo stesso Sami Zayn. Nella puntata di SmackDown del 29 agosto ha perso contro il debuttante Bobby Roode.
Nel mese di settembre la moglie Maria è rimasta incinta e ha quindi dovuto abbandonare le scene della WWE per più di un anno. Nella puntata di SmackDown del 3 ottobre 2017 Mike Kanellis è stato sconfitto nuovamente da Bobby Roode, mentre il 21 novembre è apparso tra i wrestler a bordo ring durante un Lumberjack match tra Kevin Owens e Sami Zayn ed il New Day. Il 25 novembre, a Starrcade, ha fatto squadra con Erick Rowan, Epico Colón, Luke Harper, Primo Colón e Rusev, sconfiggendo Fandango, Konnor, Sin Cara, Tye Dillinger, Tyler Breeze e Viktor.
Successivamente Kanellis si è preso un periodo di pausa di qualche mese per guarire dalla sua dipendenza dagli anabolizzanti. Ha fatto ritorno l'8 aprile 2018, a WrestleMania 34, partecipando all'annuale André the Giant Memorial Battle Royal, dove è stato eliminato da Sin Cara.

#### 205 Live (2018–2019)
Con il Superstar Shake-up del 16 aprile 2018 Mike Kanellis è stato trasferito nel roster di Raw. Il 27 aprile 2018, a Greatest Royal Rumble, Kanellis ha partecipato al primo 50-man Royal Rumble match della storia, entrando con il numero 6 e venendo eliminato da Mark Henry dopo soli tre secondi di permanenza sul ring. Nella puntata di 205 Live del 9 ottobre 2018 Kanellis e Maria hanno fatto la loro prima apparizione nello show dei pesi leggeri, interrompendo il match tra Lio Rush e Lince Dorado. Due settimane più tardi Kanellis ha sconfitto lo stesso Lince Dorado. Nella puntata di 205 Live del 5 febbraio Kanellis è stato sconfitto da The Brian Kendrick. Nella puntata di 205 Live del 19 febbraio Kanellis è stato sconfitto da Cedric Alexander. Nella puntata di 205 Live del 19 marzo Kanellis ha sconfitto Akira Tozawa. Nella puntata di 205 Live del 2 aprile Kanellis è stato sconfitto da Akira Tozawa.  Nella puntata di 205 Live del 16 aprile Kanellis ha partecipato ad un Fatal 4-Way match che comprendeva anche Akira Tozawa, Ariya Daivari e Gran Metalik per determinare il contendente n°1 al Cruiserweight Championship di Tony Nese ma il match è stato vinto da Daivari. Nella puntata di 205 Live del 7 maggio Kanellis è stato sconfitto da Akira Tozawa in un No Disqualification match. Nella puntata di 205 Live del 21 maggio Kanellis ha partecipato ad un Fatal 5-Way match che includeva anche Akira Tozawa, Ariya Daivari, The Brian Kendrick e Oney Lorcan per determinare il contendente n°1 al Cruiserweight Championship di Tony Nese ma il match è stato vinto da Tozawa. Nella puntata di 205 Live del 28 maggio Kanellis ha sconfitto The Brian Kendrick. Nella puntata di 205 Live del 25 giugno Kanellis è stato sconfitto da Gentleman Jack Gallagher. Nella puntata di Raw del 1º luglio Mike e Maria Kanellis sono stati sconfitti dall'Universal Champion Seth Rollins e dalla Raw Women's Champion Becky Lynch in un Mixed Tag Team match. Nella puntata di 205 Live del 2 luglio Kanellis, Ariya Daivari e Drew Gulak sono stati sconfitti da Gentleman Jack Gallagher, Oney Lorcan e Tony Nese. Nella puntata di Raw del 15 luglio Kanellis è stato sconfitto in pochissimi secondi da Zack Ryder. Nella puntata di 205 Live del 16 luglio Kanellis ha sconfitto facilmente il jobber Jackson James, e poco dopo ha avuto un confronto col General Manager Drake Maverick.

#### Apparizioni sporadiche (2019–2020)
Nella puntata di Raw del 29 luglio 2019 Kanellis ha vinto il 24/7 Championship schienando R-Truth approfittando di una confusione creatasi sul ring assieme ad altri atleti; poco dopo, nel backstage, Mike è stato forzato da sua moglie Maria a farsi schienare, perdendo il titolo. Nella puntata di 205 Live del 30 luglio Kanellis è stato sconfitto da Drake Maverick in un Unsanctioned match. Nella puntata di Raw del 5 agosto Mike ha schienato sua moglie Maria mentre questa era dal ginecologo, diventando per la seconda volta 24/7 Champion, ma poco dopo ha perso il titolo contro R-Truth nella sala d'aspetto. Nella puntata di 205 Live del 3 settembre Kanellis ha sconfitto Tony Nese. Nella puntata di Raw del 16 settembre Kanellis è stato sconfitto da Ricochet e, in seguito, in pochi secondi dal rientrante Rusev. Nella puntata di SmackDown del 24 settembre Kanellis è stato sconfitto in pochissimo tempo da Chad Gable. Dopo una lunga assenza, Kanellis è tornato nella puntata di 205 Live del 14 febbraio 2020 dove, assieme a Tony Nese, ha sconfitto Ariya Daivari e The Brian Kendrick.
Il 15 aprile Bennett e Kanellis sono stati licenziati dalla WWE.

## Vita privata
Bennett è fidanzato dal dicembre del 2011 con Maria Kanellis. I due si sono poi sposati il 10 ottobre 2014. Il 25 settembre 2017 hanno annunciato di aspettare il loro primo bambino. Il 3 aprile 2018 la coppia ha avuto il loro primo figlio, una bambina di nome Fredrica "Freddie" Moon Bennett, e il 3 febbraio 2020 hanno avuto il loro secondo bambino.

## Personaggio

### Mosse finali

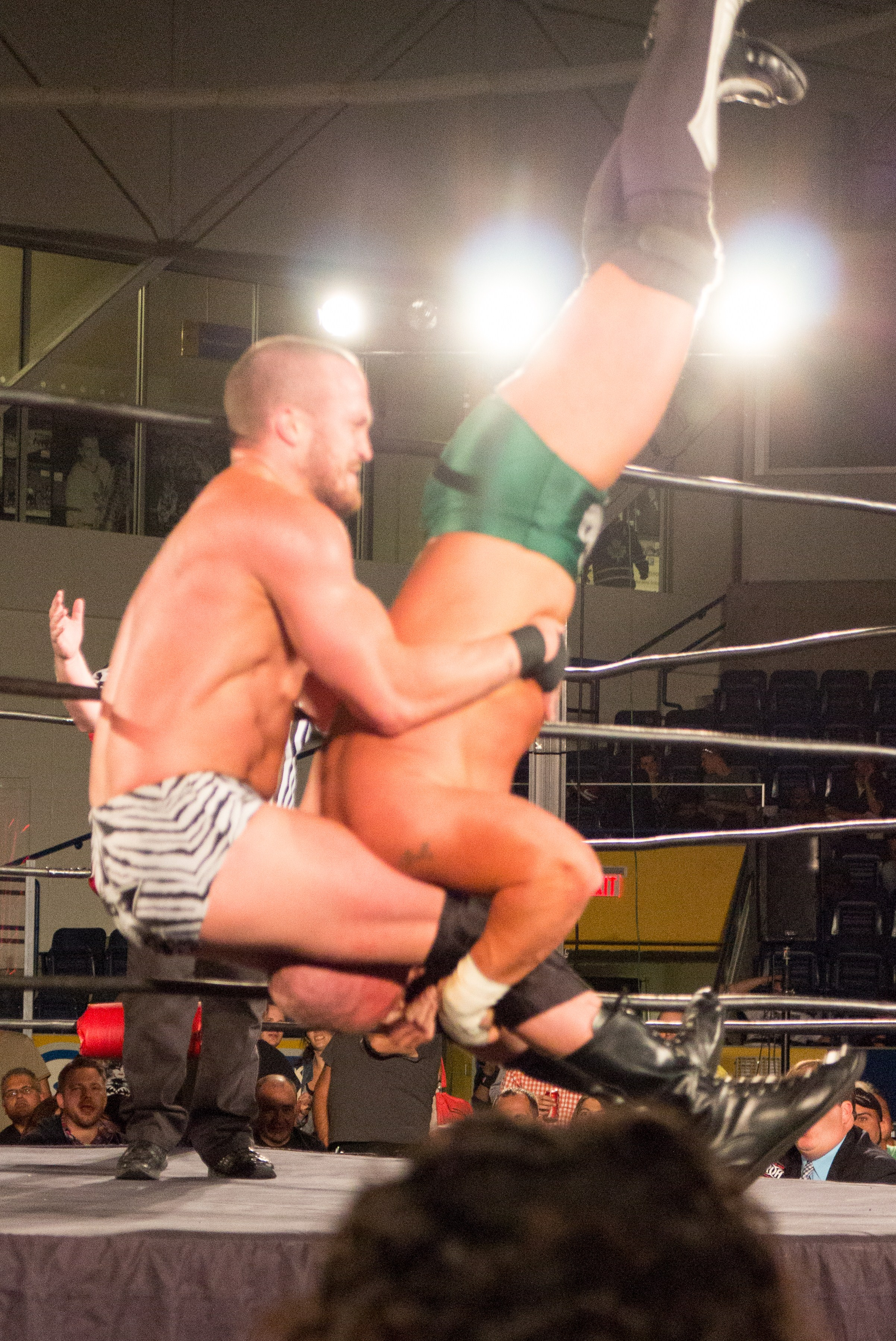
Mike Bennett mentre esegue un Piledriver su B.J. Whitmer

- Box Office Smash (Sitout side slam) – 2011–201
- Rolling Cutter
- Divine Intervention / MIP – Miracle in Progress (Samoan driver) – 2016–presente
- Go Back to Japan (Anaconda vise) – 2014–2016
- Photo Finish (Fireman's carry cutter) – 2012–2013
- Piledriver – 2013–2017

### Manager
- Bob Evans
- Grayson Alexander
- Maria Kanellis

### Soprannomi
- "The Epic"
- "The Miracle"
- "The Professional Wrestling's Jesus"
- "The Prodigy"

## Titoli e riconoscimenti
- Eastern Pro Wrestling
  - EPW Television Championship (1)

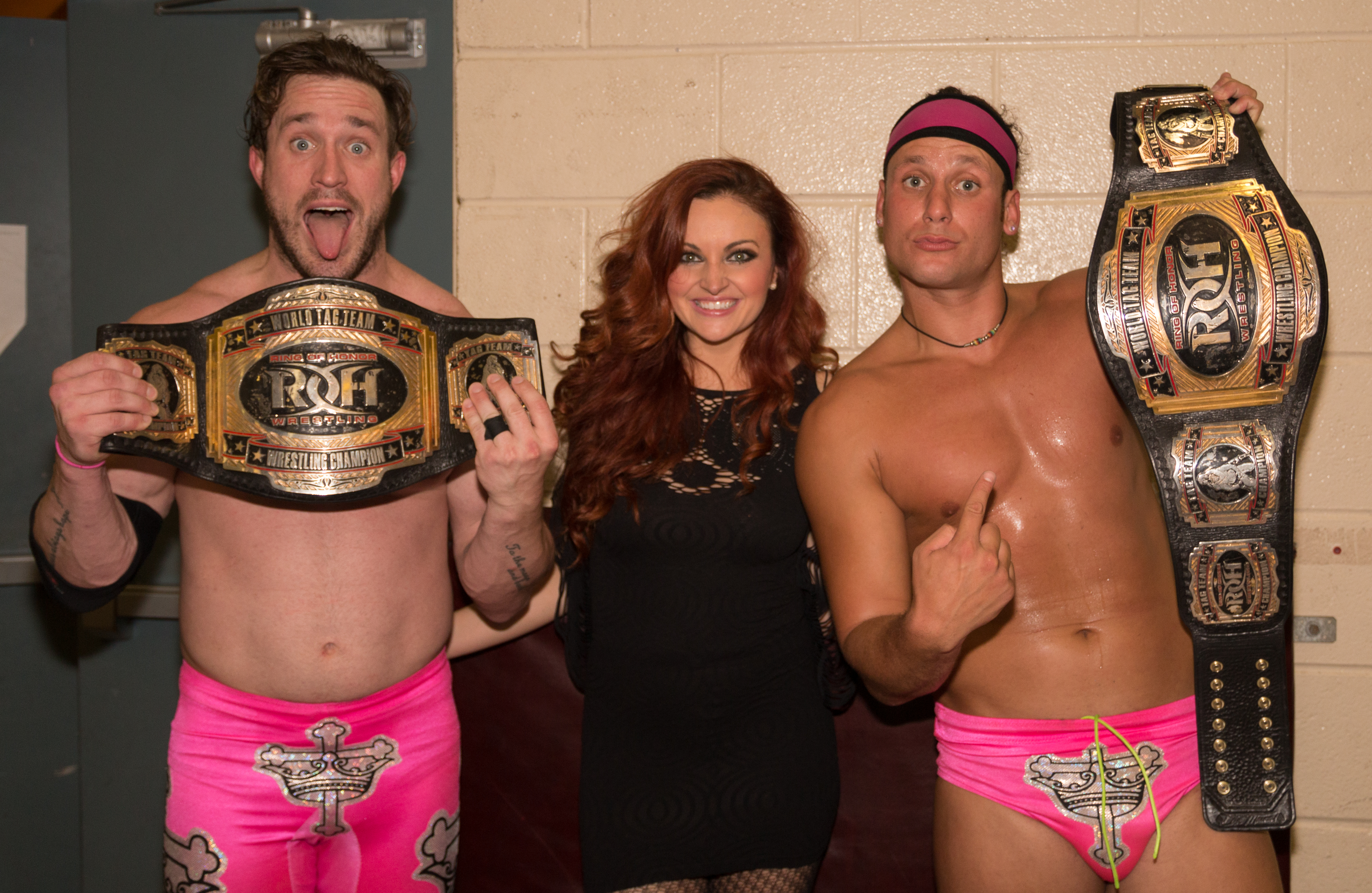
Mike Bennett e Matt Taven con il ROH World Tag Team Championship, titolo che hanno detenuto una volta in carriera

  - EPW United States Championship (1)
- Neo Revolution Grappling
  - NRG Heavyweight Championship (1)
- New England Wrestling Alliance
  - NEWA Heavyweight Championship (1)
- New Japan Pro-Wrestling
  - IWGP Tag Team Championship (1) – con Matt Taven
- Northeast Championship Wrestling
  - NCW Tag Team Championship (1) – con Chris Venom e Johnny Idol
- Northeast Championship Wrestling
  - NEW Heavyweight Championship (1)
- Pro Wrestling Experience
  - PWE United States Championship (1)
- Pro Wrestling Illustrated
  - 51º nella classifica dei 500 migliori wrestler singoli su PWI 500 (2016)
- Ring of Honor
  - ROH World Tag Team Championship (1) – con Matt Taven
  - Top Prospect Tournament (2011)
  - Honor Rumble (2014)
- Top Rope Promotions
  - TRP Heavyweight Championship (1)
  - TRP Tag Team Championship (1) – con Bryce Andrews
  - Kowalski Cup (2006)
- Total Nonstop Action Wrestling
  - TNA X Division Championship (1)
- WWE
  - WWE 24/7 Championship (2)
- Wrestling Federation of America
  - WFA Tag Team Championship (2) – con The Ray (1) e The Shane (1)
- Xtreme Wrestling Alliance
  - XWA Heavyweight Championship (1)